# Épisodes de Heroes Reborn
Chronologie
Saison 4
Cet article présente les treize épisodes de la mini-série télévisée américaine Heroes Reborn, faisant suite à la série Heroes.

## Synopsis
Quatre ans après les derniers événements d’Heroes, un attentat terroriste fait de nombreuses victimes à Odessa, au Texas. Un an après, Quentin Frady, un théoricien, veut retrouver sa sœur disparues peu avant l'attentat. Pour cela, il cherche à retrouver la seule personne qui aura les réponses à toutes ses questions, Noé Bennet.
Dans le même temps, des personnes ordinaires se découvrent des pouvoirs extraordinaires.

## Distribution

### Acteurs principaux
- Jack Coleman (VF : Hervé Jolly) : Noé Bennet
- Zachary Levi (VF : Alexandre Gillet) : Luke Collins (en)
- Robbie Kay (VF : Rémi Caillebot) : Tommy Clark
- Kiki Sukezane (VF : Adeline Chetail) : Miko Otomo / Katana Girl
- Ryan Guzman (VF : Anatole de Bodinat) : Carlos Gutierrez
- Rya Kihlstedt (VF : Juliette Degenne) : Erica Kravid
- Gatlin Green (de) (VF : Zina Khakhoulia) : Emily Duval
- Henry Zebrowski (en) (VF : Xavier Béja) : Quentin Frady
- Judith Shekoni (VF : Marie-Ève Dufresne) : Joanne Collins
- Danika Yarosh (VF : Noémie Orphelin) : Malina

### Acteurs récurrents
- Toru Uchikado (VF : Dimitri Rougeul) : Ren Shimosawa (10 épisodes)
- Krista Bridges (VF : Marie-Madeleine Burguet-Le Doze) : Anne Clark (10 épisodes)
- Aislinn Paul (en) (VF : Alexia Papineschi) : Phoebe Frady (10 épisodes)
- Clé Bennett (VF : Emmanuel Gradi) : Harris Prime (9 épisodes)
- Nazneen Contractor (VF : Pamela Ravassard) : Farah Nazan (9 épisodes)
- Eve Harlow (VF : Alice Taurand) : Taylor Kravid (9 épisodes)
- Hiro Kanagawa (VF : Philippe Catoire) : Hachiro Otomo (8 épisodes)
- Lucius Hoyos : Jose Gutierrez (8 épisodes)
- Pruitt Taylor Vince (VF : Paul Borne) : Casper Abraham (7 épisodes)
- Michael Therriault (en) (VF : Jérôme Frossard) : Richard Schwenkman (7 épisodes)
- Jimmy Jean-Louis (VF : Bruno Henry) : René, l'Haïtien (6 épisodes)
- Sendhil Ramamurthy (VF : Stéphane Fourreau) : Dr Mohinder Suresh (6 épisodes)
- Francesca Eastwood (VF : Anne-Charlotte Piau) : Molly Walker (en) (5 épisodes)
- Greg Grunberg (VF : Pierre Tessier) : Matt Parkman (5 épisodes)
- Dylan Bruce (VF : Thibaut Belfodil) : le capitaine James Dearing (5 épisodes)
- Carlos Lacamara : le père Mauricio (5 épisodes)
- Masi Oka (VF : William Coryn) : Hiro Nakamura (4 épisodes)
- Noah Gray-Cabey : Micah Sanders (4 épisodes)
- Jake Manley (VF : Arnaud Laurent) : Brad (4 épisodes)
- Nesta Marlee Cooper : Dahlia (4 épisodes)
- Marianne Farley : Julia (4 épisodes)
- Christine Rose (VF : Frédérique Cantrel) : Angela Petrelli (3 épisodes)

### Invités
- Marco Grazzini (VF : Thibaut Belfodil) : Oscar Gutierrez / El Vengador (épisodes 1 et 9)
- Hayden Panettiere (VF : Olga Sokolow) : Claire Bennet (épisode 1, voix uniquement et 13, photo et extrait de Heroes)
- Jocelin Haas (VF : Erwan Zamor) : l'homme français invisible (épisode 1)
- Peter Mooney (VF : Fabrice Josso) : Francis (épisodes 2, 3 et 4)
- Toby Proctor (VF : Jerome Wiggins) : Norris (épisode 3)
- Dean Armstrong (VF : Didier Cherbuy) : agent Cole Butler (épisodes 4, 5 et 13)
- Tammy Isbell (VF : Virginie Ledieu) : Dr Lopez
- Kevin Claydon (VF : Thierry Garet) : officier Berkley (épisode 5)
- Caleb Cosman (VF : Thierry Garet) : un technicien (épisode 5)
- Greg Calderone (VF : Pascal Grull) : Mick, l'homme au pouvoir de glace (épisodes 7 et 8)
- Ari Cohen (VF : Gabriel Le Doze) : le général Curren (épisode 8)

## Production

### Développement
Le 22 février 2014, NBC annonce le retour de Heroes par une mini-série de treize épisodes et le créateur de la série originelle, Tim Kring, revient en tant que producteur exécutif.

### Diffusions
- Aux États-Unis, elle est diffusée depuis le 24 septembre 2015 sur le réseau NBC et en simultané sur le réseau Global au Canada.

## Liste des épisodes

### Épisode 1:Le Meilleur des mondes
- États-Unis /  Canada : 24 septembre 2015 sur NBC[3],[4] / Global[5]
- France,  Suisse : 5 janvier 2016[6] sur Syfy France[7],[8]
- Québec : 2 mai 2017 sur AddikTV

- États-Unis : 6,09 millions de téléspectateurs[9] (première diffusion)
- Canada : 1,78 million de téléspectateurs[10] (première diffusion + différé 7 jours)

- Jimmy Jean-Louis (Le Haïtien)
- Toru Uchikado (Ren Shimosawa)
- Hiro Kanagawa (Hachiro Otomo)
- Marco Grazzini (Oscar/El Vengador)
- Lucius Hoyos (Jose)
- Krista Bridges (Anne Clark)
- Marianne Farley (Julia)
- Nesta Cooper (Dahlia)
- Pruitt Taylor Vince (Casper Abraham)
- Jake Manley (Brad)
- Thomas Mitchell (Coach Lewis)
- Sara Mitich (Lisa Carpenter)

### Épisode 2:Odessa
- États-Unis /  Canada : 24 septembre 2015 sur NBC / Global
- France,  Suisse : 5 janvier 2016 sur Syfy France[8]
- Québec : 9 mai 2017 sur AddikTV

- États-Unis : 6,09 millions de téléspectateurs[9] (première diffusion)
- Canada : 1,78 million de téléspectateurs[10] (première diffusion + différé 7 jours)

- Carlos LaCamara (Le pasteur)
- Francesca Eastwood (Molly Walker)
- Toru Uchikado (Ren Shimosawa)
- Hiro Kanagawa (Hachiro Otomo)
- Marco Grazzini (Oscar/El Vengador)
- Lucius Hoyos (Jose)
- Eve Harlow (Taylor)
- Peter Mooney (Acteur)
- Nesta Cooper (Dahlia)
- Pruitt Taylor Vince (Casper Abraham)
- Jake Manley (Brad)
- Eric Woolfe (Stevens)

### Épisode 3:Sous le masque
- États-Unis /  Canada : 1er octobre 2015 sur NBC / Global
- France,  Suisse : 5 janvier 2016 sur Syfy France[8]
- Québec : 16 mai 2017 sur AddikTV

- États-Unis : 5 millions de téléspectateurs[11] (première diffusion)
- Canada : 1,33 million de téléspectateurs[12] (première diffusion + différé 7 jours)

- Carlos LaCamara (Father Mauricio)
- Francesca Eastwood (Molly Walker)
- Toru Uchikado (Ren Shimosawa)
- Clé Bennett (Harris Prime)
- Eve Harlow (Taylor Kravid)
- Peter Mooney (Francis)
- Dylan Bruce (Captain James Dearing)
- Krista Bridges (Anne Clark)
- Lucius Hoyos (Jose Gutierrez)
- Pruitt Taylor Vince (Casper Abraham)
- Rachael Ancheril (Fiona)
- Jake Manley (Brad)

### Épisode 4:Pour sauver les siens
- États-Unis /  Canada : 8 octobre 2015 sur NBC / Global
- France,  Suisse : 12 janvier 2016 sur Syfy France[8]
- Québec : 23 mai 2017 sur AddikTV

- États-Unis : 4,41 millions de téléspectateurs[13] (première diffusion)

- Nazneen Contractor (Farah Nazan)
- Francesca Eastwood (Molly Walker)
- Carlos LaCamara (Father Mauricio)
- Toru Uchikado (Ren Shimosawa)
- Clé Bennett (Harris Prime)
- Eve Harlow (Taylor Kravid)
- Peter Mooney (Francis)
- Dylan Bruce (Captain James Dearing)
- Krista Bridges (Anne Clark)
- Lucius Hoyos (Jose Gutierrez)
- Aislinn Paul (Phoebe Frady)
- Jake Manley (Brad)
- Dean Armstrong (Special Agent Cole Cutler)

### Épisode 5:Le Repaire du lion
- États-Unis /  Canada : 15 octobre 2015 sur NBC / Global
- France,  Suisse : 12 janvier 2016 sur Syfy France[8]

- États-Unis : 4,01 millions de téléspectateurs[14] (première diffusion)

- Nazneen Contractor (Farah Nazan)
- Toru Uchikado (Ren Shimosawa)
- Clé Bennett (Harris Prime)
- Eve Harlow (Taylor Kravid)
- Dylan Bruce (Captain James Dearing)
- Dean Armstrong (Special Agent Cole Cutler)
- Krista Bridges (Anne Clark)
- Aislinn Paul (Phoebe Frady)
- Michael Therriault (Richard Schwenkman)
- Pruitt Taylor Vince (Casper Abraham)
- Derwin Phillips (Murphy)
- Khalid Klein (Evans)
- Richie Lawrence (Dennis Collins)

### Épisode 6:Game Over
- États-Unis /  Canada : 22 octobre 2015 sur NBC / Global
- France,  Suisse : 19 janvier 2016 sur Syfy France[8]

- États-Unis : 3,8 millions de téléspectateurs[15] (première diffusion)

- Masi Oka (Hiro Nakamura)
- Toru Uchikado (Ren Shimosawa)
- Clé Bennett (Harris Prime)
- Eve Harlow (Taylor Kravid)
- Dylan Bruce (Captain James Dearing)
- Aislinn Paul (Phoebe Frady)
- Hiro Kanagawa (Hachiro Otomo)
- Michael Therriault (Richard Schwenkman)
- David Meunier (Scientist)

### Épisode 7:13 juin, première partie
- États-Unis /  Canada : 29 octobre 2015 sur NBC / Global
- France,  Suisse : 19 janvier 2016 sur Syfy France[8]

- États-Unis : 3,95 millions de téléspectateurs[16] (première diffusion)
- Canada : 1,19 million de téléspectateurs[17] (première diffusion + différé 7 jours)

- Sendhil Ramamurthy (Mohinder Suresh)
- Masi Oka (Hiro Nakamura)
- Clé Bennett (Harris Prime)
- Hiro Kanagawa (Hachiro Otomo)
- Aislinn Paul (Phoebe Frady)
- Michael Therriault (Richard Schwenkman)
- Cristine Rose (Angela Petrelli)
- Francesca Eastwood (Molly Walker)
- Krista Bridges (Anne Clark)
- Pruitt Taylor Vince (Casper Abraham)
- Richie Lawrence (Dennis Collins)
- Greg Calderone (Mick The Ice Guy)
- Eric Woolfe (Stevens)
- Jason Jazrawy (Dr. Roberts)

### Épisode 8:13 juin, deuxième partie
- États-Unis /  Canada : 5 novembre 2015 sur NBC / Global
- France,  Suisse : 26 janvier 2016 sur Syfy France[18]

- États-Unis : 3,98 millions de téléspectateurs[19] (première diffusion)

- Sendhil Ramamurthy (Mohinder Suresh)
- Masi Oka (Hiro Nakamura)
- Clé Bennett (Harris Prime)
- Hiro Kanagawa (Hachiro Otomo)
- Greg Grunberg (Matt Parkman)
- Aislinn Paul (Phoebe Frady)
- Cristine Rose (Angela Petrelli)
- Francesca Eastwood (Molly Walker)
- Krista Bridges (Anne Clark)
- Pruitt Taylor Vince (Casper Abraham)
- Richie Lawrence (Dennis Collins)
- Greg Calderone (Mick The Ice Guy)
- Nazneen Contractor (Farah Nazan)
- Marianne Farley (Julia)
- Ari Cohen (General Curren)

### Épisode 9:Icecrime
- États-Unis /  Canada : 12 novembre 2015 sur NBC / Global
- France,  Suisse : 26 janvier 2016 sur Syfy France[20]

- États-Unis : 3,78 millions de téléspectateurs[21] (première diffusion)

- Greg Grunberg (Matt Parkman)
- Jimmy Jean-Louis (The Haitian)
- Carlos LaCamara (Father Mauricio)
- Toru Uchikado (Ren Shimosawa)
- Nazneen Contractor (Farah Nazan)
- Clé Bennett (Harris Prime)
- Eve Harlow (Taylor Kravid)
- Dylan Bruce (Captain James Dearing)
- Krista Bridges (Anne Clark)
- Lucius Hoyos (Jose Gutierrez)
- Nesta Cooper (Dahlia)
- Marco Grazzini (Oscar Gutierrez)
- Michael Therriault (Richard Schwenkman)
- Aislinn Paul (Phoebe Frady)
- Rachael Ancheril (Fiona)
- Pruitt Taylor Vince (Casper Abraham)
- Mark Gibson (Henry)

Noé retrouve Tommy pour lui révéler son passé, ignorant que Quentin, à cause des modifications temporelles qui se sont produites, a changé de camp.
De son côté, Taylor est contactée par un groupe d'évos rebelles à la recherche de Micah Sanders.
En parallèle, Emily et Casper croisent le chemin de Joanne.

### Épisode 10:11:53 pour Odessa
- États-Unis /  Canada : 19 novembre 2015 sur NBC / Global
- France,  Suisse : 2 février 2016 sur Syfy France[22]

- États-Unis : 3,72 millions de téléspectateurs[23]

- Greg Grunberg (Matt Parkman)
- Noah Gray-Cabey (Micah Sanders)
- Jimmy Jean-Louis (The Haitian)
- Nazneen Contractor (Farah Nazan)
- Eve Harlow (Taylor Kravid)
- Clé Bennett (Harris Prime)
- Toru Uchikado (Ren Shimosawa)
- Hiro Kanagawa (Hachiro Otomo)
- Nesta Cooper (Dahlia)
- Aislinn Paul (Phoebe Frady)
- Mark Gibson (Henry)
- David Meunier (Snyder)
- Timothy Lai (Logue)
- Raven Dauda (Deirdre)

### Épisode 11:Faites entrer les clones
- États-Unis /  Canada : 7 janvier 2016 sur NBC[24] / Global
- France,  Suisse : 2 février 2016 sur Syfy France[25]

- États-Unis : 3,74 millions de téléspectateurs[26] (première diffusion)

- Greg Grunberg (Matt Parkman)
- Noah Gray-Cabey (Micah Sanders)
- Krista Bridges (Anne Clark)
- Jimmy Jean-Louis (The Haitian)
- Nazneen Contractor (Farah Nazan)
- Eve Harlow (Taylor Kravid)
- Clé Bennett (Harris Prime)
- Toru Uchikado (Ren Shimosawa)
- Nesta Cooper (Dahlia)
- Michael Therriault (Richard Schwenkman)

### Épisode 12:Les Cicatrices de la vie
- États-Unis /  Canada : 14 janvier 2016 sur NBC / Global
- France,  Suisse : 9 février 2016 sur Syfy France[27]

- États-Unis : 3,83 millions de téléspectateurs[28] (première diffusion)
- Canada : 1,02 million de téléspectateurs[29] (première diffusion + différé 7 jours)

- Clé Bennett (Harris Prime)
- Toru Uchikado (Ren Shimosawa)
- Caitlin Carver (Young Erica)
- Nesta Cooper (Dahlia)
- Eve Harlow (Taylor Kravid)
- Lucius Hoyos (Jose Gutierrez)
- Michael Therriault (Richard Schwenkman)

### Épisode 13:ProjetReborn
- États-Unis /  Canada : 21 janvier 2016 sur NBC / Global
- France,  Suisse : 9 février 2016 sur Syfy France[30]

- États-Unis : 3,83 millions de téléspectateurs[31] (première diffusion)

- Krista Bridges (Anne Clark)
- Jimmy Jean-Louis (The Haitian)
- Clé Bennett (Harris Prime)
- Toru Uchikado (Ren Shimosawa)
- Eve Harlow (Taylor Kravid)
- Lucius Hoyos (Jose Gutierrez)
- Dean Armstrong (Special Agent Cole Cutler)
- Cristine Rose (Angela Petrelli)
- Michael Therriault (Richard Schwenkman)